# Historia de Puntlandia
Puntlandia se considera a como un estado autónomo dentro de Somalia. En 1969, el gobierno de Somalia, cuando fue derrocado en un golpe de Estado, siguieron años de guerra y caos . El fallido intento de invasión de Etiopía hizo que la Unión Soviética dejara de apoyar a Somalia a causa de la subida de un gobierno prosoviético en Etiopía. En la izquierda sin el apoyo soviético, Somalia acudió a los Estados Unidos, que permitió Siad Barre, autoproclamado presidente, a permanecer en el poder hasta el final de la Guerra Fría en 1991. Cuando la Unión Soviética colapsó, el apoyo norteamericano para el gobierno somalí se retiró, y Barre fue derrocado. 
A raíz de estos acontecimientos, los somalíes se mantuvieron sin un gobierno fuerte, con constantes guerras que asuelan la parte meridional de Somalia. Estos eventos llevaron a la secesión de 1991 Somalilandia, que en 1960 habían disfrutado de unos días de la independencia. La violencia continuó en todo el país, lo que movió a las Fuerzas de Mantenimiento de la Paz de la ONU a ser enviadas a Somalia, que ya estaba devastada por la guerra. El esfuerzo de ayudar terminó sin embargo el 3 de marzo de 1995, casi dos años después de la  Batalla de Mogadishu, cuando dos helicópteros americanos fueron derribados y 18 soldados murieron . 

## Autonomía y consecuencias
Somalia sigue siendo un estado inestable y, en 1998, Puntland declaró su autonomía. Aunque se trata de una separación tribal basada en la presidencia de Abdullahi Yusuf Ahmed (diputado presidente del Frente Democrático de Salvación Somalí), se trata de una nación con la confederación de clanes como una de sus principales prioridades. Desde 1998, Puntlandia ha estado en las controversias territoriales con Somalilandia por las regiones de Sool y Sanaag. Yusuf era un mayor del ejército cuando solicitó asilo político en Etiopía. Dirigió el primer grupo de combatientes de la resistencia que pertenecen al clan Majeerteen, cuyo objetivo final es liberar a Somalia de la dictadura. 
A diferencia de la auto-declarado estado de Somalilandia, Puntlandia no trata de obtener el reconocimiento internacional como una nación. Su objetivo es convertirse en una división federal dentro de una Somalia unida que es una república federal. Pero las denominadas "tierras" tienen una cosa en común: ambos basan su apoyo a los ancianos de la tribu y su forma de organización a lo largo de las líneas de base en el parentesco y la tribu. La capital somalí de Mogadiscio, y de otras ciudades del sur, se dice que se han desarrollado mucho menos que las ciudades de Puntlandia y Somalilandia (por ejemplo, Bosaso, Hargeisa, Las Anod, Garowe, etc) Estas dos regiones auto declaradas independientes obtuvieron apoyo económico y político De Etiopía, históricamente un adversario de Somalia. 
Puntland comenzó a experimentar el malestar político en el año 2001 cuando el presidente Ahmed quería que su mandato se prolongara. Ahmed y Jama Ali Jama lucharon por el control del país, finalmente Ahmed ganó en 2002. Ahmed fue presidente hasta octubre de 2004, cuando fue elegido Presidente de Somalia. Fue sucedido por Muhammad Abdi Hashi que sirvió hasta enero de 2005 cuando fue derrotado por la reelección por el Parlamento, que eligió al General Mohamud Muse Hersi ( "Adde"). En diciembre de 2004, Puntlandia sufrió graves daños durante el tsunami del Océano Índico en el año 2004. La comunidad internacional ha sido acusada de hacer caso omiso de Puntland y otras zonas de África donde el tsunami causó graves daños. En abril de 2024, Puntlandia anunció que funcionaría como un estado funcionalmente independiente en medio de una disputa sobre los cambios constitucionales somalíes.

## Eventos recientes
En noviembre de 2006, el Consejo Supremo de Tribunales Islámicos capturó Bandiiradley, un asentamiento situado estratégicamente cerca de la frontera de Puntlandia con Mudug. Sin embargo, un portavoz local de los señores de la guerra, Abdi Hassan Awale Qeybdiid, afirmó que sus tropas sólo habían hecho un retiro táctico de la zona. Mohamed Mohamud Jama, un portavoz de los Tribunales Islámicos, anunció los tribunales intención de marchar sobre Gaalkacyo, parte de la cual es reclamada por Puntland. Hasta ahora, los tribunales han evitado hacer incursiones en Puntlandia. Ese mismo mes, el general Adde anunció que él podría mandar según la ley islámica, pero de una manera diferente de la de los Tribunales Islámicos, a fin de evitar "la politización de la religión." Adde anunció que Puntland se opondrá a cualquier ataque realizado por los Tribunales Islámicos. 
- Datos: Q11682524
- Multimedia: History of Puntland / Q11682524